# 8.ª etapa da Volta a Espanha de 2019
A 8.ª etapa da Volta a Espanha de 2019 teve lugar a 31 de agosto de 2019 entre Valls e Igualada sobre um percurso de 166,9 km e foi vencida ao sprint pelo alemão Nikias Arndt da Sunweb. O francês Nicolas Edet da Cofidis, Solutions Crédits conseguiu vestir-se com o maillot vermelho de líder.

## Classificação da etapa
| \| Classificação por etapas \| Classificação por etapas \| Classificação por etapas \| Classificação por etapas \| Classificação por etapas \| \| Ciclista \| Ciclista \| Equipe \| Tempo \| \| \| ------------------------ \| ------------------------ \| ----------------------------- \| ------------------------ \| ------------------------ \| \| 1. \| Nikias Arndt \| Team Sunweb \| 3h50m48s \| \| \| 2. \| Alex Aranburu \| Caja Rural-Seguros RGA \| + 0s \| \| \| 3. \| Tosh Van der Sande \| Lotto-Soudal \| + 0s \| \| \| 4. \| Ruben Guerreiro \| Katusha-Alpecin \| + 0s \| \| \| 5. \| Jonas Koch \| CCC Team \| + 0s \| \| \| 6. \| Dylan Teuns \| Bahrain-Merida \| + 0s \| \| \| 7. \| Jonathan Lastra \| Caja Rural-Seguros RGA \| + 0s \| \| \| 8. \| Tobias Ludvigsson \| Groupama-FDJ \| + 0s \| \| \| 9. \| Fernando Barceló \| Euskadi Basque Country-Murias \| + 0s \| \| \| 10. \| Sergio Henao \| UAE Team Emirates \| + 0s \| \| |                    |                               |          |
| |                    |                               |          |
| Fonte: ProCyclingStats |                    |                               |          |
| Classificação por etapas |                    |                               |          |
| Ciclista | Ciclista           | Equipe                        | Tempo    |
| 1. | Nikias Arndt       | Team Sunweb                   | 3h50m48s |
| 2. | Alex Aranburu      | Caja Rural-Seguros RGA        | + 0s     |
| 3. | Tosh Van der Sande | Lotto-Soudal                  | + 0s     |
| 4. | Ruben Guerreiro    | Katusha-Alpecin               | + 0s     |
| 5. | Jonas Koch         | CCC Team                      | + 0s     |
| 6. | Dylan Teuns        | Bahrain-Merida                | + 0s     |
| 7. | Jonathan Lastra    | Caja Rural-Seguros RGA        | + 0s     |
| 8. | Tobias Ludvigsson  | Groupama-FDJ                  | + 0s     |
| 9. | Fernando Barceló   | Euskadi Basque Country-Murias | + 0s     |
| 10. | Sergio Henao       | UAE Team Emirates             | + 0s     |

## Classificações ao final da etapa

### Classificação geral
| \| Classificação geral \| Classificação geral \| Classificação geral \| Classificação geral \| Classificação geral \| \| Ciclista \| Ciclista \| Equipe \| Tempo \| \| \| ------------------- \| ------------------- \| -------------------------- \| ------------------- \| ------------------- \| \| 1. \| Nicolas Edet \| Cofidis, Solutions Crédits \| 32h16m24s \| \| \| 2. \| Dylan Teuns \| Bahrain-Merida \| + 2m21s \| \| \| 3. \| Miguel Ángel López \| Astana \| + 3m01s \| \| \| 4. \| Primož Roglič \| Team Jumbo-Visma \| + 3m07s \| \| \| 5. \| Alejandro Valverde \| Movistar Team \| + 3m17s \| \| \| 6. \| Nairo Quintana \| Movistar Team \| + 3m28s \| \| \| 7. \| Carl Fredrik Hagen \| Lotto-Soudal \| + 3m45s \| \| \| 8. \| Rafał Majka \| Bora-Hansgrohe \| + 4m59s \| \| \| 9. \| Tadej Pogačar \| UAE Team Emirates \| + 5m37s \| \| \| 10. \| Esteban Chaves \| Mitchelton-Scott \| + 5m53s \| \| |                    |                            |           |
| |                    |                            |           |
| Fonte: ProCyclingStats |                    |                            |           |
| Classificação geral |                    |                            |           |
| Ciclista | Ciclista           | Equipe                     | Tempo     |
| 1. | Nicolas Edet       | Cofidis, Solutions Crédits | 32h16m24s |
| 2. | Dylan Teuns        | Bahrain-Merida             | + 2m21s   |
| 3. | Miguel Ángel López | Astana                     | + 3m01s   |
| 4. | Primož Roglič      | Team Jumbo-Visma           | + 3m07s   |
| 5. | Alejandro Valverde | Movistar Team              | + 3m17s   |
| 6. | Nairo Quintana     | Movistar Team              | + 3m28s   |
| 7. | Carl Fredrik Hagen | Lotto-Soudal               | + 3m45s   |
| 8. | Rafał Majka        | Bora-Hansgrohe             | + 4m59s   |
| 9. | Tadej Pogačar      | UAE Team Emirates          | + 5m37s   |
| 10. | Esteban Chaves     | Mitchelton-Scott           | + 5m53s   |

### Classificação por pontos
| Classificação por pontos | Classificação por pontos | Classificação por pontos | Classificação por pontos | Classificação por pontos |
| Ciclista                 | Ciclista                 | Equipe                   | Pontos                   |                          |
| ------------------------ | ------------------------ | ------------------------ | ------------------------ | ------------------------ |
| 1.                       | Nairo Quintana           | Movistar Team            | 50 pts                   |                          |
| 2.                       | Primož Roglič            | Team Jumbo-Visma         | 48 pts                   |                          |
| 3.                       | Sam Bennett              | Bora-Hansgrohe           | 45 pts                   |                          |
| 4.                       | Alejandro Valverde       | Movistar Team            | 44 pts                   |                          |
| 5.                       | Fabio Jakobsen           | Deceuninck-Quick Step    | 34 pts                   |                          |
| 6.                       | Miguel Ángel López       | Astana                   | 33 pts                   |                          |
| 7.                       | Tadej Pogačar            | UAE Team Emirates        | 31 pts                   |                          |
| 8.                       | Dylan Teuns              | Bahrain-Merida           | 30 pts                   |                          |
| 9.                       | Nikias Arndt             | Team Sunweb              | 27 pts                   |                          |
| 10.                      | Alex Aranburu            | Caja Rural-Seguros RGA   | 27 pts                   |                          |

### Classificação da montanha
| Classificação da montanha | Classificação da montanha | Classificação da montanha  | Classificação da montanha | Classificação da montanha |
| Ciclista                  | Ciclista                  | Equipe                     | Pontos                    |                           |
| ------------------------- | ------------------------- | -------------------------- | ------------------------- | ------------------------- |
| 1.                        | Ángel Madrazo             | Burgos-BH                  | 29 pts                    |                           |
| 2.                        | Sergio Henao              | UAE Team Emirates          | 17 pts                    |                           |
| 3.                        | Alejandro Valverde        | Movistar Team              | 16 pts                    |                           |
| 4.                        | Jetse Bol                 | Burgos-BH                  | 11 pts                    |                           |
| 5.                        | Wout Poels                | Team Ineos                 | 8 pts                     |                           |
| 6.                        | Jesús Herrada             | Cofidis, Solutions Crédits | 6 pts                     |                           |
| 7.                        | Miguel Ángel López        | Astana                     | 6 pts                     |                           |
| 8.                        | Primož Roglič             | Team Jumbo-Visma           | 6 pts                     |                           |
| 9.                        | José Herrada              | Cofidis, Solutions Crédits | 6 pts                     |                           |
| 10.                       | Peter Stetina             | Trek-Segafredo             | 5 pts                     |                           |

### Classificação dos jovens
| Classificação dos jovens | Classificação dos jovens     | Classificação dos jovens      | Classificação dos jovens | Classificação dos jovens |
| Ciclista                 | Ciclista                     | Equipe                        | Tempo                    |                          |
| ------------------------ | ---------------------------- | ----------------------------- | ------------------------ | ------------------------ |
| 1.                       | Miguel Ángel López           | Astana                        | 32h19m25s                |                          |
| 2.                       | Tadej Pogačar                | UAE Team Emirates             | + 2m36s                  |                          |
| 3.                       | Óscar Rodríguez Garaicoechea | Euskadi Basque Country-Murias | + 4m55s                  |                          |
| 4.                       | Sergio Higuita               | EF Education First            | + 6m24s                  |                          |
| 5.                       | Ruben Guerreiro              | Katusha-Alpecin               | + 8m01s                  |                          |
| 6.                       | Cristián Rodríguez           | Caja Rural-Seguros RGA        | + 9m27s                  |                          |
| 7.                       | Daniel Felipe Martínez       | EF Education First            | + 10m17s                 |                          |
| 8.                       | James Knox                   | Deceuninck-Quick Step         | + 10m44s                 |                          |
| 9.                       | Kilian Frankiny              | Groupama-FDJ                  | + 12m06s                 |                          |
| 10.                      | Niklas Eg                    | Trek-Segafredo                | + 16m39s                 |                          |

### Classificação por equipas
| Classificação por equipes | Classificação por equipes  | Classificação por equipes | Classificação por equipes |
| Equipe                    | Equipe                     | Tempo                     |                           |
| ------------------------- | -------------------------- | ------------------------- | ------------------------- |
| 1.                        | Movistar Team              | 96h21m49s                 |                           |
| 2.                        | Team Jumbo-Visma           | + 9m59s                   |                           |
| 3.                        | Astana                     | + 13m37s                  |                           |
| 4.                        | UAE Team Emirates          | + 17m36s                  |                           |
| 5.                        | Team Sunweb                | + 24m06s                  |                           |
| 6.                        | AG2R La Mondiale           | + 27m29s                  |                           |
| 7.                        | Mitchelton-Scott           | + 29m08s                  |                           |
| 8.                        | Trek-Segafredo             | + 31m40s                  |                           |
| 9.                        | Cofidis, Solutions Crédits | + 34m55s                  |                           |
| 10.                       | Bahrain-Merida             | + 41m53s                  |                           |

## Abandonos
Nenhum.